# Macroplea pubipennis
Macroplea pubipennis là một loài bọ cánh cứng trong họ Chrysomelidae. Loài này được Reuter miêu tả khoa học năm 1875.